# Villa Ferri (San Felice sul Panaro)
Villa Ferri, nota anche come Casino di caccia del Duca o Real casino estense, è un edificio storico situato a San Felice sul Panaro, in provincia di Modena.
Edificio cinquecentesco rifatto nel XIX secolo in fogge neoclassiche, l'edificio è appartenuto agli Estensi e utilizzato quale dimora per le bandite di caccia nel Bosco della Saliceta.

## Storia

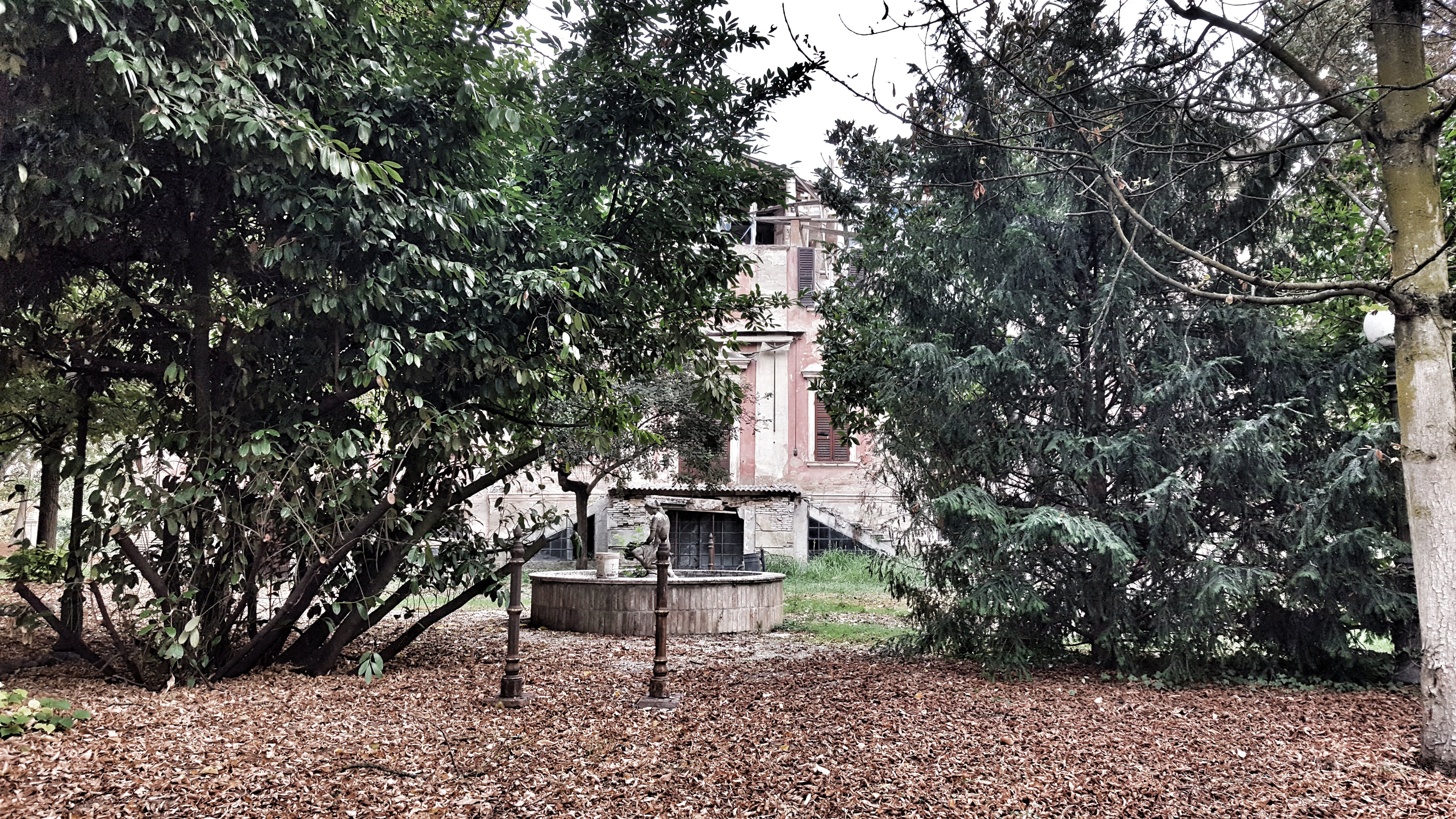
Il giardino di Villa Ferri

Notizie dell'edificio si hanno già a partire dal 1669.
Francesco IV d'Asburgo-Este, penultimo duca di Modena, acquistò il palazzo nel 1821 e fece ricostruire ed ampliare dal 1838 al 1847 dall'ingegnere Giacomo Parisi l'antica palazzina cinquecentesca per donarla al figlio (futuro Francesco V) in occasione del suo matrimonio.
All'inizio del XX secolo la proprietà passò all'imprenditore Alessandro Martini, mentre nel 1909 la villa venne acquistata dal senatore socialista Giacomo Ferri, già sindaco del paese.
Fino alla metà degli anni 1980 erano presenti appartamenti dati in affitto.
Nel 1993 la villa venne acquistata dall'azienda Reggiani Costruzioni, con l'intento di ricavare nuovi appartamenti da destinare a edilizia residenziale. L'allora Soprintendenza dell'Emilia negò l'autorizzazione, per non aumentare il numero delle unità già esistenti all'interno dell'immobile e auspicando una visione unitaria del progetto.
Dopo decenni di abbandono e degrado, Villa Ferri è stata ulteriormente danneggiata dal violento terremoto dell'Emilia del 2012.

## Architettura
Il complesso architettonico, arricchito da un timpano a mezzogiorno e da un accesso balconato, rappresenta un esempio di architettura delle dinastie dell'Ancien Régime dell'Emilia. Si sviluppa su quattro piani, per un totale di 45 stanze e circa 2000 metri quadrati.
All'interno le stanze sono decorate con stucchi e apparati a carta; nella Sala ovale, ambiente di rappresentanza, il soffitto è monocromo a grisaille su fondo ocra e verdino con medaglioni, fregi e volute.